# Pallikaranai
Pallikaranai is a town no distrito de Kancheepuram, no estado indiano de Tamil Nadu.

## Demografia
Segundo o censo de 2001,  Pallikaranai  tinha uma população de 22,503 habitantes. Os indivíduos do sexo masculino constituem 52% da população e os do sexo feminino 48%. Pallikaranai tem uma taxa de literacia de 74%, superior à média nacional de 59.5%: a literacia no sexo masculino é de 80% e no sexo feminino é de 67%. Em Pallikaranai, 13% da população está abaixo dos 6 anos de idade.